# Meg Ryan
Pour les articles homonymes, voir Ryan.
Meg Ryan [mɛɡ ˈɹaɪən], née Margaret Hyra le 19 novembre 1961 à Fairfield, dans le Connecticut, est une actrice  et productrice américaine.
Elle est connue pour avoir joué dans des comédies romantiques populaires à la fin des années 1980 et dans les années 1990, notamment le rôle de Sally dans le film Quand Harry rencontre Sally (1989) avec Billy Crystal. 
Elle a une complicité avec l'acteur Tom Hanks ; ils tiennent ensemble les rôles principaux dans trois films : Joe contre le volcan (1990), Nuits blanches à Seattle (1993) et Vous avez un mess@ge (1998).

## Biographie

### Jeunesse et débuts
Meg Ryan a deux sœurs et un frère. Elle étudie le journalisme à l'université de New York. Elle se tourne vers le métier d'actrice pour « arrondir ses fins de mois » d'étudiante.
Elle commence sa carrière en jouant le personnage Betsy dans le feuilleton As the World Turns de 1982 à 1984. Les réalisateurs de cette émission aiment particulièrement travailler avec elle car elle peut pleurer à la demande.

### Révélation et succès (années 1990)
Après son apparition au cinéma dans le rôle de Carole dans Top Gun, en 1986, avec Tom Cruise, elle joue dans deux films aux côtés de l'acteur Dennis Quaid : la comédie fantastique L'Aventure intérieure de Joe Dante en 1987, puis le thriller Mort à l'arrivée de Rocky Morton en 1988. C'est face à Billy Crystal, dans la comédie romantique réalisée par Rob Reiner Quand Harry rencontre Sally, qu'elle est pour la première fois saluée par la critique. Le film connait un énorme succès commercial en 1989 à travers le monde ; elle est révélée au grand public. Durant la décennie qui suit, la comédienne exploite cette image de jeune femme pétillante, charmante et romantique.
Dès 1990, elle partage l'affiche de la comédie romantique Joe contre le volcan, de John Patrick Shanley, avec Tom Hanks. Elle retrouve l'acteur en 1993 pour Nuits blanches à Seattle, de Nora Ephron. Un autre succès critique et commercial. Et en 1992, avec Alec Baldwin elle s'aventure dans un registre plus fantastique pour le film Le Baiser empoisonné, de Norman René.
Elle tente aussi de s'extirper de ce genre : déjà en faisant partie de la distribution réunie par Oliver Stone en 1991 pour son biopic Les Doors, puis en s'aventurant dans le néo-noir et indépendant Flesh and Bone, de Steven Kloves, en 1993. L'accueil mitigé de ces œuvres l'amène à se concentrer sur son registre de prédilection.
En 1994, après avoir tenté une variante plus dramatique en jouant une mère de famille alcoolique tentant de trouver l'amour dans Pour l'amour d'une femme, de Luis Mandoki, avec Andy García, elle enchaîne les romances avec L'Amour en équation, avec Tim Robbins en 1995, French Kiss, avec Kevin Kline en 1997, puis Addicted to Love, avec Matthew Broderick en 1997.
Durant l'été 1996, elle surprend en portant le film de guerre Courage Under Fire où elle joue un officier tué au combat, face à l'acteur Denzel Washington. Un an auparavant, elle fait partie de la distribution chorale du drame historique Le Don du roi, de Michael Hoffman.
En 1997, elle prête sa voix à l'héroine du film d'animation Anastasia, tout en tournant ses derniers grands succès.
En effet, en 1998 sortent d'abord La Cité des anges, de Brad Silberling, avec Nicolas Cage puis la comédie dramatique indépendante chorale Hollywood Sunrise, de Anthony Drazan et surtout Vous avez un mess@ge, qui reforme une seconde fois le trio gagnant de Nuits blanches à Seattle Ryan y retrouve la réalisatrice Nora Ephron et Tom Hanks.

### Échecs et déboires médiatiques (années 2000)

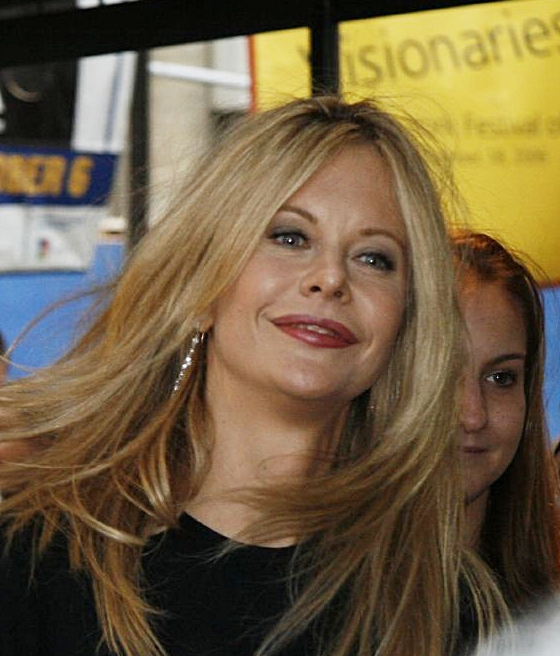
Meg Ryan en septembre 2006.

L'actrice, désormais âgée de 40 ans, tente d'évoluer.
En 2000, elle partage l'affiche de la comédie dramatique Raccroche !, avec Diane Keaton et Lisa Kudrow. Pour ce film réalisé par Diane Keaton, les trois comédiennes jouent trois sœurs se retrouvant à l'approche du décès de leur père. Les critiques sont très mauvaises. Elle donne également la réplique à Russell Crowe pour le thriller d'action L'Échange, de Taylor Hackford. Le film fait davantage parler de lui pour l'idylle entre les deux acteurs, et vient ternir la réputation de l'actrice, alors mariée, et son image d'adorable et malicieuse jeune femme auprès du public américain. Ses films ne rencontrent plus le même succès au box-office depuis lors.
En 2001 sort Kate et Léopold, réalisée par James Mangold, qui lui permet de donner la réplique à une autre star d'origine australienne, Hugh Jackman. Un succès très mitigé. C'est pourtant la dernière fois que l'actrice joue l'héroïne romantique légère et attachante.
En 2003 elle fait confiance à une cinéaste respectée, Jane Campion, pour la diriger dans le thriller érotique noir In the Cut. Lors de la promotion du film, Ryan s'attire les foudres de la presse britannique avec un comportement jugé impoli sur le plateau de télévision de l'émission de Michael Parkinson, ignorant les autres invités et suggérant à Parkinson de mettre un terme à l'interview. Ce nouvel incident compromet sérieusement sa carrière.
En 2004, elle connait son premier flop avec la comédie dramatique sportive Dans les cordes, de Charles S. Dutton, où elle joue une puissante femme manager de boxeurs.
Elle revient en 2007 avec In the Land of Women, de Jon Kasdan. S'il s'agit d'une comédie romantique, pour la première fois, l'actrice n'est pas l'héroïne mais la mère de l'une des deux jeunes vedettes du film, incarnée par Kristen Stewart.
L'année 2008 marque sa dernière année d'exposition au cinéma : elle s'aventure dans le registre de la satire, aux côtés de William H. Macy pour Le Deal ; puis elle joue la mère de Colin Hanks dans la comédie romantique criminelle Mon espion préféré, de George Gallo, qui sort directement en DVD ; et enfin mène la comédie de bande The Women, écrite et réalisée par Diane English. Elle y est entourée des confirmées Annette Bening et Debra Messing, mais aussi de la star montante Eva Mendes. Le long-métrage connait un flop critique et commercial.
En 2009, sort discrètement la comédie noire Quitte-moi... si tu peux !, réalisée par Cheryl Hines, et dont Ryan partage l'affiche avec Timothy Hutton. Elle se retire des plateaux à la suite du tournage de ce film, se contentant d'un court caméo dans la série télévisée Larry et son nombril.

### Derrière la caméra (années 2010)
Notamment en raison de nombreuses opérations de chirurgie esthétique ayant déformé son visage, Meg Ryan déclare en 2008 mettre un terme à sa carrière, indiquant à la presse : « Hollywood en a fini avec moi. De toute façon, je ne suis plus intéressée à jouer ce type de personnages et je ne me sens pas contrariée de ne plus avoir ce genre de propositions. Les femmes qui ont dépassé la quarantaine ont du mal à trouver de beaux rôles à Hollywood. ».

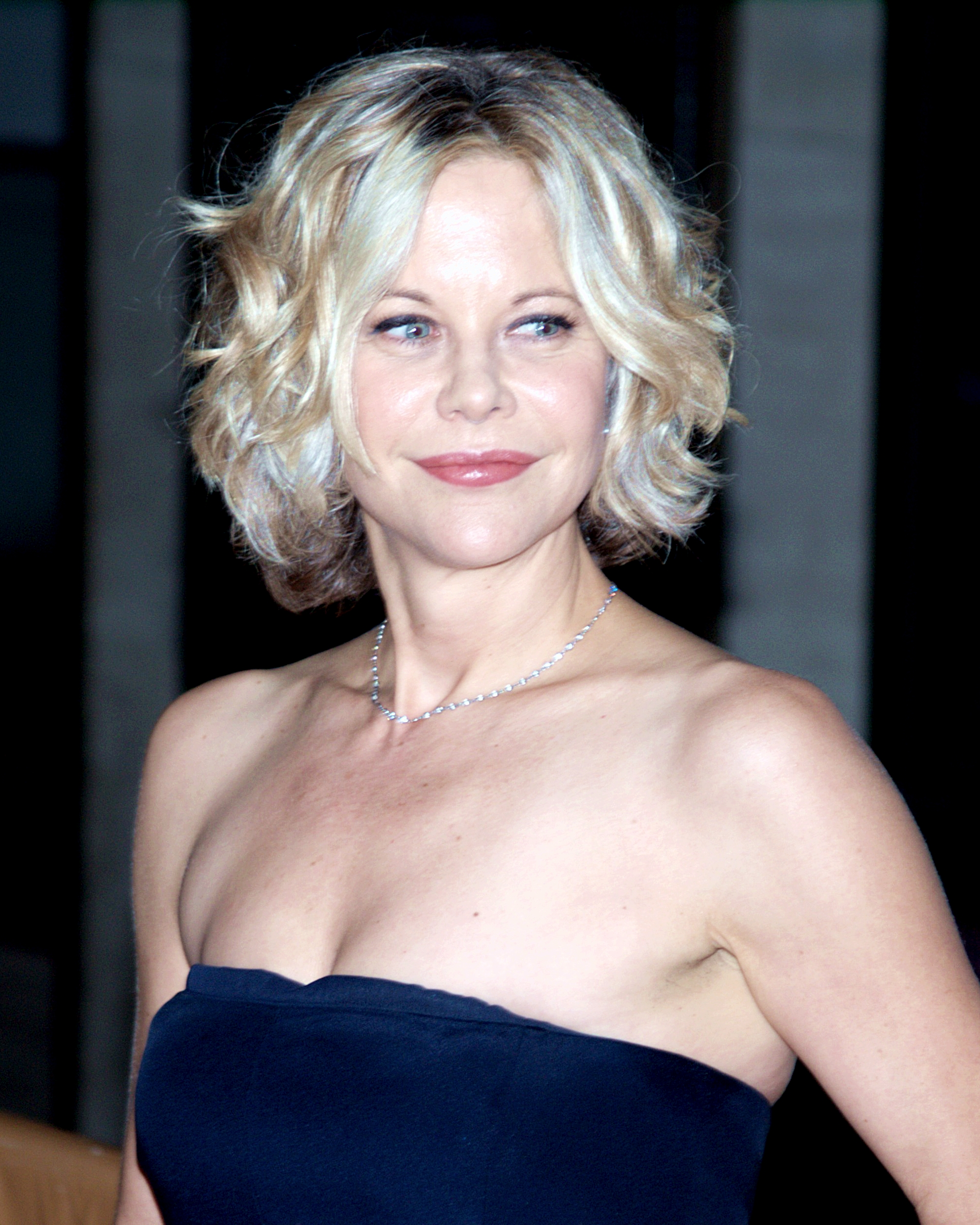
L'actrice au Metropolitan Opera de New York, en septembre 2010.

En 2011, sa partenaire de Raccroche !, Lisa Kudrow, la fait apparaitre dans quelques épisodes de sa web-série télévisée comique, Web Therapy. Et en 2013, elle accepte de jouer la narratrice du projet de sitcom How I Met Your Dad, qui n'est finalement pas commandé en série.
En 2015, elle joue la mère de la jeune  Kiernan Shipka dans la comédie indépendante pour adolescents, Fan Girl de Paul Jarrett, qui est diffusée sous forme de téléfilm. La même année, elle dévoile son premier film en tant qu'actrice, réalisatrice et productrice, le drame Ithaca. Elle y dirige son ex-partenaire Tom Hanks, mais également son propre fils, Jack Quaid. Ce dernier est connu pour le rôle de Marvel dans le premier épisode de la saga Hunger Games.
Début 2017, elle est annoncée dans une nouvelle série télévisée, la comédie Picture Paris, racontant l'arrivée d'un couple à Paris et ses désillusions concernant la capitale.

### Vie privée
Meg Ryan épouse l'acteur Dennis Quaid en 1991 après avoir partagé la vedette avec lui dans deux films. Ils ont un fils, Jack Henry, né le 24 avril 1992. Le couple divorce le 16 juillet 2001 après que Meg eut une relation avec Russell Crowe lors du tournage du film d'action L'Échange. En 2008, elle révèle que Dennis Quaid lui-même a commis de nombreuses infidélités durant leur mariage.
Depuis 2008, elle se consacre quasi-exclusivement à l'éducation de ses deux enfants : Jack, le fils qu'elle a eu avec Dennis Quaid, et Daisy True, une petite fille d'origine chinoise qu'elle a adoptée en 2006.
En janvier 2011, elle démarre une relation avec le musicien John Mellencamp. En août 2014, ils rompent en raison de la distance. Quelques mois plus tard, ils se remettent ensemble puis rompent à nouveau en 2015 avant de se réconcilier en 2017. En novembre 2018, elle confirme ses fiançailles avec Mellencamp. Le 31 octobre 2019, à l'approche de son second mariage, elle met fin à leurs fiançailles.
Lors de la campagne pour l'élection présidentielle américaine de 2016, elle soutient Hillary Clinton.

## Filmographie

### Cinéma

#### Années 1980
- 1981 : Riches et Célèbres (Rich and Famous) de George Cukor : Debby Blake, 18 ans
- 1983 : Amityville 3D : Le Démon (Amityville 3-D) de Richard Fleischer : Lisa
- 1986 : Top Gun (Top Gun) de Tony Scott : Carole
- 1986 : Armé et dangereux (Armed and Dangerous) de Mark L. Lester : Maggie Cavanaugh
- 1987 : L'Aventure intérieure (Innerspace) de Joe Dante : Lydia Maxwell
- 1988 : Promised Land de Michael Hoffman : Beverly "Bev" Sykes
- 1988 : Mort à l'arrivée (D.O.A.) de Annabel Jankel et Rocky Morton : Sydney Fuller
- 1988 : Presidio : Base militaire, San Francisco (The Presidio) de Peter Hyams : Donna Caldwell
- 1989 : Quand Harry rencontre Sally (When Harry Met Sally) de Rob Reiner : Sally Albright

#### Années 1990
- 1990 : Joe contre le volcan (Joe Versus the Volcano) de John Patrick Shanley : DeDe / Angelica / Patricia
- 1991 : The Doors (The Doors) de Oliver Stone : Pamela Courson
- 1992 : Le Baiser empoisonné (Prelude to a Kiss) de Norman René : Rita Boyle
- 1993 : Nuits blanches à Seattle (Sleepless in Seattle) de Nora Ephron : Annie Reed
- 1993 : Flesh and Bone (Flesh and Bone) de Steven Kloves : Kay Davies
- 1994 : Pour l'amour d'une femme (When a Man Loves a Woman) de Luis Mandoki : Alice Green
- 1994 : L'Amour en équation (Q.I.) de Fred Schepisi : Catherine Boyd
- 1995 : French Kiss (French Kiss) de Lawrence Kasdan : Kate
- 1995 : Le Don du roi (Restoration) de Michael Hoffman : Katharine
- 1996 : À l'épreuve du feu (Courage Under Fire) de Edward Zwick : Karen Walden
- 1997 : Addicted to Love (Addicted to Love) de Griffin Dunne : Maggie
- 1997 : Anastasia : Anastasia (voix)
- 1998 : La Cité des anges (City of Angels) de Brad Silberling : Dr Maggie Rice
- 1998 : Hollywood Sunrise (Hurlyburly) de Anthony Drazan : Bonnie
- 1998 : Vous avez un mess@ge (You've Got Mail) de Nora Ephron : Kathleen Kelly

#### Années 2000
- 2000 : Raccroche ! (Hanging Up) de Diane Keaton : Eve Mozell Marks
- 2000 : L'Échange (Proof of Life) de Taylor Hackford : Alice Bowman
- 2001 : Kate et Léopold (Kate & Leopold) de James Mangold : Kate McKay
- 2003 : In the Cut (In the Cut) de Jane Campion : Frannie Avery
- 2004 : Dans les cordes (Against the Ropes) de Charles S. Dutton : Jackie Kallen
- 2007 : In the Land of Women de Jon Kasdan : Sarah Hardwicke
- 2007 : Mon espion préféré (My Mom's New Boyfriend) de George Gallo : Martha Durand
- 2008 : The Women de Diane English : Mary Haines
- 2008 : Le Deal (The Deal) de Steven Schachter : Deidre Hearn
- 2009 : Quitte-moi... si tu peux ! (Serious Moonlight) de Cheryl Hines : Louise

#### Années 2010
- 2015 : Fan Girl de Paul Jarrett : Mary Farrow
- 2015 : Ithaca d'elle-même : Mme Macauley

#### Années 2020
- 2023 : Ce qui se passe ensuite (What Happens Later) d'elle-même : Willa

### Télévision

#### Séries télévisées
- 1982 : ABC Afterschool Specials : Denise
- 1982 : As the World Turns : Betsy Stewart
- 1982 : One of the Boys : Jane
- 1984 - 1985 : Charles s'en charge (Charles in Charge) : Meagan Parker
- 1985 : Wildside (6 épisodes) : Cally Oaks
- 1990 - 1991 : Capitaine Planète (Captain Planet and the Planeteers) : Dr Blight
- 2007 : Les Simpson (The Simpsons) : Dr Swanson (voix)
- 2009 : Larry et son nombril (Curb Your Enthusiasm) : Elle-même
- 2011 - 2013 : Web Therapy : Karen Sharpe
- 2013 : How I Met Your Dad : La narratrice

## Doublage
- 1997 : Anya/Anastasia Nicholaevna Romanov dans Anastasia

## Distinctions et récompenses
| Année | Organisme                        | Catégorie                                                                 | Œuvre                    | Résultat   |
| ----- | -------------------------------- | ------------------------------------------------------------------------- | ------------------------ | ---------- |
| 1989  | Independent Spirit Awards        | Meilleure actrice dans un rôle principal                                  | Promised Land            | Nomination |
| 1990  | American Comedy Awards           | Meilleure actrice comique au cinéma dans un rôle principal                | When Harry Met Sally     | Lauréat    |
| 1990  | Chicago Film Critics Association | Meilleure actrice                                                         | When Harry Met Sally     | Nomination |
| 1990  | Golden Globe Awards              | Meilleure actrice dans un film musical ou de comédie                      | When Harry Met Sally     | Nomination |
| 1994  | American Comedy Awards           | Meilleure actrice comique dans un rôle principal                          | Sleepless in Seattle     | Lauréat    |
| 1994  | Golden Globe Awards              | Meilleure actrice dans un film musical ou de comédie                      | Sleepless in Seattle     | Nomination |
| 1994  | MTV Movie Awards                 | Meilleur duo d'acteurs au cinéma (avec Tom Hanks)                         | Sleepless in Seattle     | Nomination |
| 1994  | MTV Movie Awards                 | Meilleure performance féminine                                            | Sleepless in Seattle     | Nomination |
| 1995  | MTV Movie Awards                 | Meilleure performance féminine                                            | When a Man Loves a Woman | Nomination |
| 1995  | Screen Actors Guild              | Performance remarquable pour une actrice dans un rôle principal au cinéma | When a Man Loves a Woman | Nomination |
| 1996  | American Comedy Awards           | Meilleure actrice comique au cinéma dans un rôle principal                | French Kiss              | Nomination |
| 1999  | MTV Movie Awards                 | Meilleur duo d'acteurs au cinéma (avec Nicolas Cage)                      | City of Angels           | Nomination |
| 1999  | Saturn Awards                    | Meilleure actrice                                                         | City of Angels           | Nomination |
| 1999  | American Comedy Awards           | Meilleure actrice comique au cinéma dans un rôle principal                | You've Got Mail          | Nomination |
| 1999  | Golden Globe Awards              | Meilleure actrice dans un film musical ou de comédie                      | You've Got Mail          | Nomination |
| 1999  | Saturn Awards                    | Meilleure actrice                                                         | You've Got Mail          | Nomination |

## Hommage
- L'astéroïde (8353) Megryan a été nommé ainsi en son honneur.

## Voix francophones
En France, Virginie Ledieu est la voix française régulière de Meg Ryan. Auparavant, l'actrice a été doublée par Martine Irzenski.